# Louis Luglien Pasquet de Salaignac
Pour les articles homonymes, voir Pasquet (homonymie).
Louis Luglien Pasquet de Salaignac, né le 24 octobre 1746 à Montdidier (Somme), mort le 17 avril 1827 à Montdidier (Somme), est un militaire français de la Révolution et de l’Empire.

## États de service
Après trois ans d’études préliminaires, il entre en service le 1er janvier 1764, à l’école du génie de Mézières, comme lieutenant en second, et il en sort le 1er janvier 1766, avec son diplôme d’ingénieur (lieutenant en premier).
Il reçoit son brevet de capitaine le  20 septembre 1775, et il est fait chevalier de Saint-Louis en 1791. Il est appelé le 3 mars 1793, au commandement en second de l’école du génie avec le grade de major, et il est nommé lieutenant-colonel le 8 mars suivant. Il est destitué le 20 novembre 1793, pour cause d’incivisme.
Il est réintégré dans ses fonctions, par le Comité de salut public le 8 septembre 1794, et le 21 mars 1795, il est nommé chef de brigade, directeur des fortifications à Ypres. Il est fait chevalier de la Légion d’honneur le 11 décembre 1803, et officier de l’ordre le 14 juin 1804.
Membre du collège électoral du département de la Somme, il est admis à la retraite le 6 juillet 1810.
Il meurt le 17 avril 1827, à Montdidier.

## Sources
- A. Lievyns, Jean Maurice Verdot, Pierre Bégat, Fastes de la Légion-d'honneur, biographie de tous les décorés accompagnée de l'histoire législative et réglementaire de l'ordre, Tome 3, Bureau de l’administration, 1844, 529 p. (lire en ligne), p. 417.
- Étienne Saint Allais, Nobiliaire universel de France, ou recueil général des généalogies historiques des maisons nobles de ce royaume, tome 2, Llibrairie Bachelin Deflorenne, 1872, p. 395.
- « Cote LH/2061/34 », base Léonore, ministère français de la Culture
- Léon Hennet, Etat militaire de France pour l’année 1793, Siège de la société, Paris, 1903, p. 312-316.
- Louis Luglien Pasquet de Salaignac  sur roglo.eu